# 全日本空手道連盟
公益財団法人全日本空手道連盟（ぜんにほんからてどうれんめい、英語: Japan Karatedo Federation、略称：全空連もしくはJKF）は、空手道の統一と普及を目指して設立された公益財団法人、空手道の国内競技連盟である。
日本オリンピック委員会（JOC）・日本スポーツ協会（JSA）・日本武道協議会（JBA）・世界空手連盟（WKF）に加盟している。

## 概要
1964年10月1日、「日本の空手道に統一的な秩序をもたらす」ことを目的として四大流派の日本空手協会（松濤館流）、剛柔会（剛柔流）、糸東会（糸東流）、和道会（和道流）、および錬武会（全日本空手道連盟（旧）・防具付空手）、連合会（諸派）の6つの協力団体を中心に結成された連盟で、1969年に財団法人化。協力団体や参加団体など伝統派空手の諸流派の加盟と協力で成り立つ組織である。高体連、中体連、学連などを競技団体として傘下に発足させている。
いわゆるポイント制の寸止め空手を採用している団体であるが、会派・団体内では競技上のルールが異なる団体をも包括している。また、日本空手協会は寸止めではあるが全空連ルールとは大きな差異がある。
一方、「極真空手」、「極真カラテ」として知られている極真会館との間では、加入に当たり軋轢があったことはよく知られて、極真会館の流れをくむ、あるいは影響の濃いフルコンタクト空手諸団体の大半は参加していない。
但し2015年4月、東京オリンピックでの空手道正式採用に向け、友好団体関係が締結された一般財団法人極真会館については、全空連からの指導者派遣等の対応がなされる。また、一般社団法人極真会館（全日本極真連合会）の中には、都道府県連盟への加盟を果たしている道場も見られる。

## 前身団体
1959年に（旧）全日本空手道連盟は流派を超えた空手の統一組織として結成された。遠山寛賢の修道舘を総本部とし、会長に蔡長庚、副会長に小西康裕（神道自然流）、金城裕（韓武舘）、顧問に大塚博紀（和道流）、山田辰雄（日本拳法空手道）、儀間真謹（松濤館流）、理事に保勇（少林寺流錬心舘）など、当時の空手界重鎮多数が就任。防具付き空手競技の全国空手道選手権大会を開催して、空手界大同団結の流れを作った。しかし、1964年、本項団体の成立により、旧団体は「全日本空手道連盟」の名称を譲り、日本空手道錬武会と名称変更（後に全日本空手道連盟錬武会に改称）をした上で、本項の団体に加盟し協力団体となった。
また、和道流も以前は「全日本空手連盟」と称して、全空連結成時に和道会として加盟したが、その後、全日本空手道連盟和道会は全空連の登録団体として残り、和道流空手道連盟は全空連に加盟せずに分裂した。

## 沿革
- 1964年10月1日、「日本の空手道に統一的な秩序をもたらす」ことを目的として伝統派空手の四大流派（剛柔流、糸東流、松濤館流、和道流）、旧・全日本空手道連盟である錬武会、諸派の連合である連合会などによって設立された。初代会長は当時、早稲田大学総長の大濱信泉、初代元老は玉得博康（王統流）。
- 1967年、会長が笹川良一に変わり、文部省に財団法人設立の申請を行った。
- 1968年10月27日、国民体育大会への参加をめざして、群馬県前橋市県スポーツセンターで「第1回全国都道府県空手道選手権大会」（後援・全空連）を開催[5]。防具の部で鹿児島県チーム（団長・保勇）、無防具の部で山梨県チーム（団長・小倉且昌）がそれぞれ優勝した。
- 1969年1月13日、内閣府に認可され「財団法人全日本空手道連盟」が誕生した。
- 同年10月10日、東京都日本武道館で「第1回全日本空手道選手権大会」都道府県対抗団体戦及個人戦を開催。団体戦は東京（A）チーム（監督・高橋良昌）、個人戦は飯田紀彦（東京）がそれぞれ優勝した。個人戦は2024年現在まで継続している。
- 1970年10月9日、世界空手道連盟（WKF）に加盟。
- 1972年3月29日、日本体育協会に加盟。
- 1978年、長野やまびこ国体に参加。
- 1981年、空手競技が国民体育大会の正式競技になる。
- 2009年12月11日、連盟の本部として東京都江東区辰巳に「日本空手道会館」が建設され、落成式が行われた。
- 2014年11月12日、日本空手協会と協力関係を解消。
- 2015年4月16日、オリンピック参加をめざし、極真会館（館長・松井章奎）と友好団体関係を締結する旨が発表される[6]。
- 2016年3月16日、日本空手協会と和解の上、改めて協力関係を結ぶ旨が全空連・空手協会双方から発表される[7]。
- 2016年5月17日、宮内庁から天皇杯・皇后杯が下賜。両賜杯の伝達式が行われた[8]。
- 2016年8月3日、ブラジルのリオデジャネイロで開かれた国際オリンピック委員会総会で、2020年東京オリンピックの追加種目となることが承認された[9]。

2020年現在、アジア競技大会、東アジア競技大会、IOC後援のワールドゲームズには、正式競技として参加している。

## 公認段位
全空連が定める公認段位は初〜十段位まであり、八段位までは実技審査を必要とする。
また2014年度から五級〜一級の公認級位制度が導入され、公認初段の受審には公認一級の取得が義務付けられた。
- 初〜三段位

各都道府県連盟と競技団体（実業団・学生連盟・高体連）・協力団体にて実施。
- 四・五段位

各地区協議会と実業団連盟、高体連にて実施。
- 六・七段位

全空連が直接行い、年1回東京か大阪で毎年11月に実施。
- 八段位

全空連が直接行い、年1回東京で毎年3月に実施。

### 昇段審査
昇段審査は、「形」（形稽古参照）と「組手」で行われる。
- 初〜五段位

指定形と得意形の2つを演武。組手は2回実施される。
- 六段位

指定形と得意形の2つを演武。筆記試験を実施。
- 七段位

得意形を2つ演武。筆記試験を実施。
- 八段位

得意形を2つ演武。論文試験を実施。
指定形は以下のとおり。
- 糸東流

セイエンチン・バッサイダイ・マツムラローハイ・ニーパイポ
- 剛柔流

サイファ・セーパイ・クルルンファ・セーサン
- 松濤館流

カンクウダイ・ジオン・カンクウショウ・エンピ
- 和道流

セイシャン・チントウ・ニーセーシ・クーシャンクー

## 試合のルール
試合は、形部門と組手部門に分かれる。
組手試合
（2018年4月から世界空手道連盟（WKF）ルールに伴い改訂）ポイント制。8ポイント差をつけると勝ちとなり、試合時間以内に勝負が決まらなかった場合、試合終了時点で多くのポイントを取っている方の選手が勝ちとなる。先にポイントを取得した選手には「先取」が与えられ、同点時は「先取」取得者が勝ちとなる。但し「先取」は残り15秒でカテゴリー2の反則行為により「反則注意」となった場合は取り消される。「先取」がない場合、勝敗は判定にて決定される。反則行為の累積（忠告→警告→反則注意→反則）により勝負が決まることもある。
- 有効（1ポイント）
  - 上段突き、打ち
  - 中段突き、打ち

- 技あり（2ポイント）
  - 中段蹴り

- 一本（3ポイント）
  - 上段蹴り
  - 投げられた、倒れた相手に対する有効打

- 反則行為
  - カテゴリー1
    - 過度の接触
    - 腕、足、甲、そけい部、関節に対する攻撃
    - 平手、貫手による攻撃
    - 危険な投げ（回転軸が腰より上）
      - カテゴリー2
        - 負傷の誇張
        - 場外
        - 無防備
        - 不活動（約15秒間双方何もしない）※残り15秒では取られない
        - 逃避（残り10秒で勝っているときに相手から逃げる）※反則注意の上「先取、取りません」となる
        - つかみなど（両手で相手をつかむ、つかみが即座でない、クリンチ、レスリング、押す）※片手で蹴りをつかんで片手で相手をつかむのは例外的に有効
        - コントロールされてない技
        - 相手に話す、相手や審判に対する無礼

- 審判
  - 主審（1人）：試合進行、反則行為の判定を行う
  - 副審（4人）：得点と場外の判定を行う ※この他、試合進行監査（判定と宣告の整合、主審による副審の旗見逃し確認等）のため監査（1人）が置かれる。

## 全空連を構成する諸団体
協力団体は一流派一団体のみ加入という原則がある。各流派が流派全体を統括する団体を作りJKFに加盟している。
なお、松濤館流の場合はこれまで日本空手協会となっていたが、天皇杯・皇后杯の下賜を巡り全空連と対立、2014年3月に除名処分となる。
2014年6月にJKF主導で組織された全日本空手道松涛館が新たに協力団体として承認され、翌7月にはJKFホームページに掲載された。
しかし、2014年10月24日に東京地方裁判所より日本空手協会が協力団体の地位にある仮処分が決定した。
その後2014年11月12日の理事会において協力関係解消を改めて決議するも、2016年3月16日、和解の上、訴訟取り消し後に改めて協力関係を結ぶ旨が全空連・空手協会双方から発表される。
また、フルコンタクトルールを採用する団体とは、友好団体として協力する覚書を交わした。

### 協力団体（会派団体）
松濤館流
- 日本空手協会
- 全日本空手道松涛館[12]

剛柔流
- 全日本空手道連盟剛柔会

和道流
- 全日本空手道連盟和道会

糸東流
- 全日本空手道連盟糸東会

防具付き空手
- 全日本空手道連盟錬武会[13]

諸派（その他流派全て）
- 日本空手道連合会

### 競技団体
- 一般社団法人全日本実業団空手道連盟
- 全日本学生空手道連盟
- 全国高等学校体育連盟空手道専門部
- 全国中学校空手道連盟

### JKF参加団体
- 林派糸東流会
- 国際玄制流空手道連盟武徳会
- 日本空手道道場会
- 全日本空手道一友会
- 全日本空手道剛柔会
- 国際松濤館空手道連盟
- 沖縄劉衛流
- 日本空手道糸洲会
- 糸東流修交会空手道連合
- 草野派糸東流拳法空手道会
- 国際沖縄剛柔流空手道連盟
- TSUWAMONO
- 日本空手松涛連盟
- 日本空手道制護会

### 友好団体
- 一般財団法人国際空手道連盟極真会館[14]

### 認定団体
- 正道会館[15]

## 空手アンバサダー

### スペシャル・アンバサダー
- 顔安（2016年7月） - 全日本華僑華人連合会会長[16]
- 是永瞳（2017年6月） - タレント。糸東流空手道三段を取得。

### アンバサダー
2020年東京オリンピックでの正式競技採用にむけ、空手の認知度向上を図るために、連盟は次のアンバサダー就任を発表。
- 宇佐美里香（2015年1月） - 2012年世界空手道選手権大会で優勝。
- 岩田樹里（2015年1月） - 東日本医科学生総合体育大会で個人6連覇。
- 高野万優（2015年1月） - 全日本少年少女空手道選手権で優勝。[18]
- ジョルジナ・クセノス（2015年4月） - ギリシャ出身。ギリシャの全国大会優勝。
- 永井大（2019年2月） - 俳優、タレント。松濤館流空手道二段を取得。